# Martin Weiss (nazi)
Pour les articles homonymes, voir Martin Weiss et Weiss.
Martin Weiss est un SS-Hauptscharführer, officier nazi, actif de 1934 à 1945, né le 21 février 1903 à Karlsruhe et mort le 30 septembre 1984 dans la même ville. Il est condamné à la prison à perpétuité pour crimes de guerre en 1950, avant que sa condamnation soit annulée en 1977.

## Biographie
Il est né en 1903 à Karlsruhe d'une famille protestante aisée de huit enfants. De 1923 à 1927, il part travailler en Amérique du Sud pour aider son frère propriétaire d'une ferme.
Il rejoint la "Reiter SS", une branche de la SS en 1934 en raison de son intérêt pour l'équitation puis le parti nazi (NSDAP) en 1937. En raison de son appartenance à la SS au moment de sa conscription, il est placé dans une unité de ravitaillement mécanique de la Waffen-SS, avec laquelle il participe à la bataille de France. 
En 1941, il rejoint l'Einsatzkommando 3 stationné à Bad Düben. En octobre 1941, il rejoint le Sicherheitsdienst (SD), service de renseignement et de maintien de l'ordre de la SS et la Sicherheitspolizei (Sipo), police de sécurité allemande à Vilnius dans la Lituanie occupée par le Troisième Reich. Il s'occupe des affaires juives du ghetto de Vilnius et de la prison de Lukiškės, prison de la Gestapo. Du fait de la confiance de sa hiérarchie et en dépit de son grade peu élevé, il est le chef "de facto" du ghetto. Il commande aussi jusqu'en 1943 les Ypatingasis būrys, une unité spéciale de soldats lituaniens responsable des massacres de Ponary. Il supervise lui-même 13 à 15 exécutions sur ce site. En septembre 1943, il est choisi pour coordonner le travail du Sonderkommando 1005 afin d'effacer les preuves d'exterminations juives, c'est-à-dire de déterrer et brûler les cadavres.
Le 27 mars 1944, les enfants de moins de seize ans du camp de travail de Kailis sont arrêtés lors d'une opération (Kinderaktion) commandée par Weiss. Ils sont emmenés à la gare ; leur sort n'est pas connu.  
En 1950, la cour de Wurtzbourg le condamne à la prison à vie pour crimes de guerre. En 1970, sa condamnation est suspendue et annulée en 1977.